# Turistdiarré
Turistdiarré, även känt som Montezumas hämnd, är ett vardagligt använt samlingsnamn för en grupp mag- och tarminflammationer där den viktigaste mikroorganismen är E. coli-bakterien ETEC (enterotoxinbildande Escherichia coli). 
Sjukdomens trivialnamn är uppkallad efter aztekernas härskare Montezuma II, född omkring 1465, död 1520. 
Bakterien bildar ett antal toxiner som ökar tarmslemhinnecellernas utsöndring av vatten och kloridjoner genom att interferera med cellens bildning av cykliskt AMP, en viktig intracellulär styr- och reglermolekyl för ett antal processer i cellen. Effekten blir rikliga, vattentunna diarréer. ETEC smittar genom intag av fekalt kontaminerad mat eller vatten, och är vanligast förekommande i underutvecklade länder. Behandlingen är symptomatisk och med antibiotika. Ett oralt vaccin med effekt primärt mot kolera har tidigare använts, eftersom ett av ETEC:s toxiner har stora molekylära likheter med koleratoxin, men indikationen mot ETEC drogs tillbaka i samband med att läkemedelsföretaget ansökte om EU-godkännande, då man ansåg att det förelåg för få studier för att godkänna indikationen.
Symptomen på turistdiarré inkluderar diarré, frekventa toalettbesök, magknip, kräkningar, magsmärta, feber och illamående. Symptomen kan vara besvärliga men avtar vanligtvis efter bara några dagar. Om diarrén inte har orsakats av bakterier, utan orsaken till tillståndet är någon annan, kan symptomen vara upp till en månad eller längre. Över 60 procent av fallen av turistdiarré orsakas av olika bakterier. Även norovirus är en vanlig orsak till sjukdomar som drabbar turister. Risken för turistdiarré är som störst då turister från i-länder reser till u-länder i tropikerna.